# Ferrovia Reggio Emilia-Ciano d'Enza

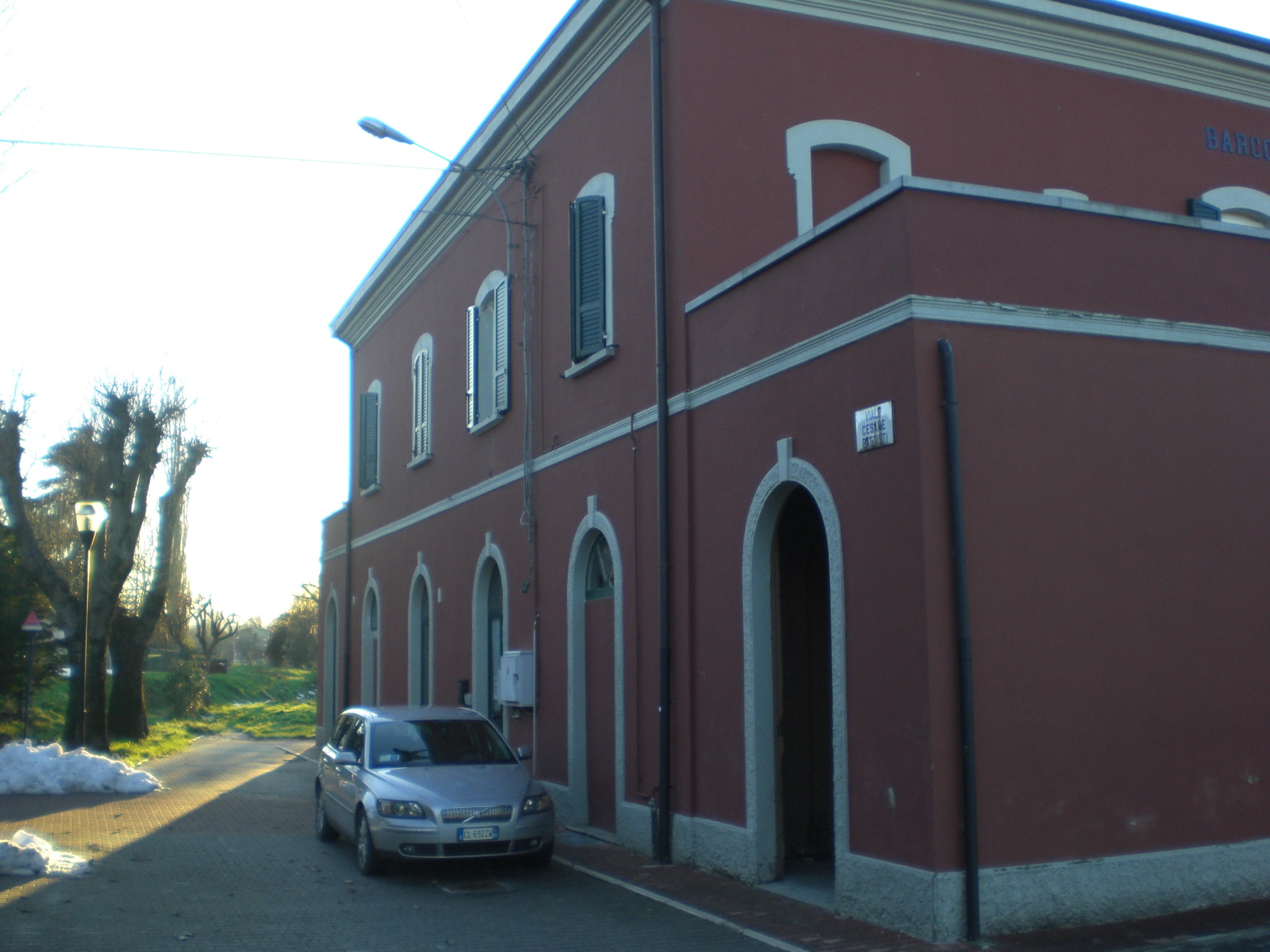
Ingresso della stazione di Barco

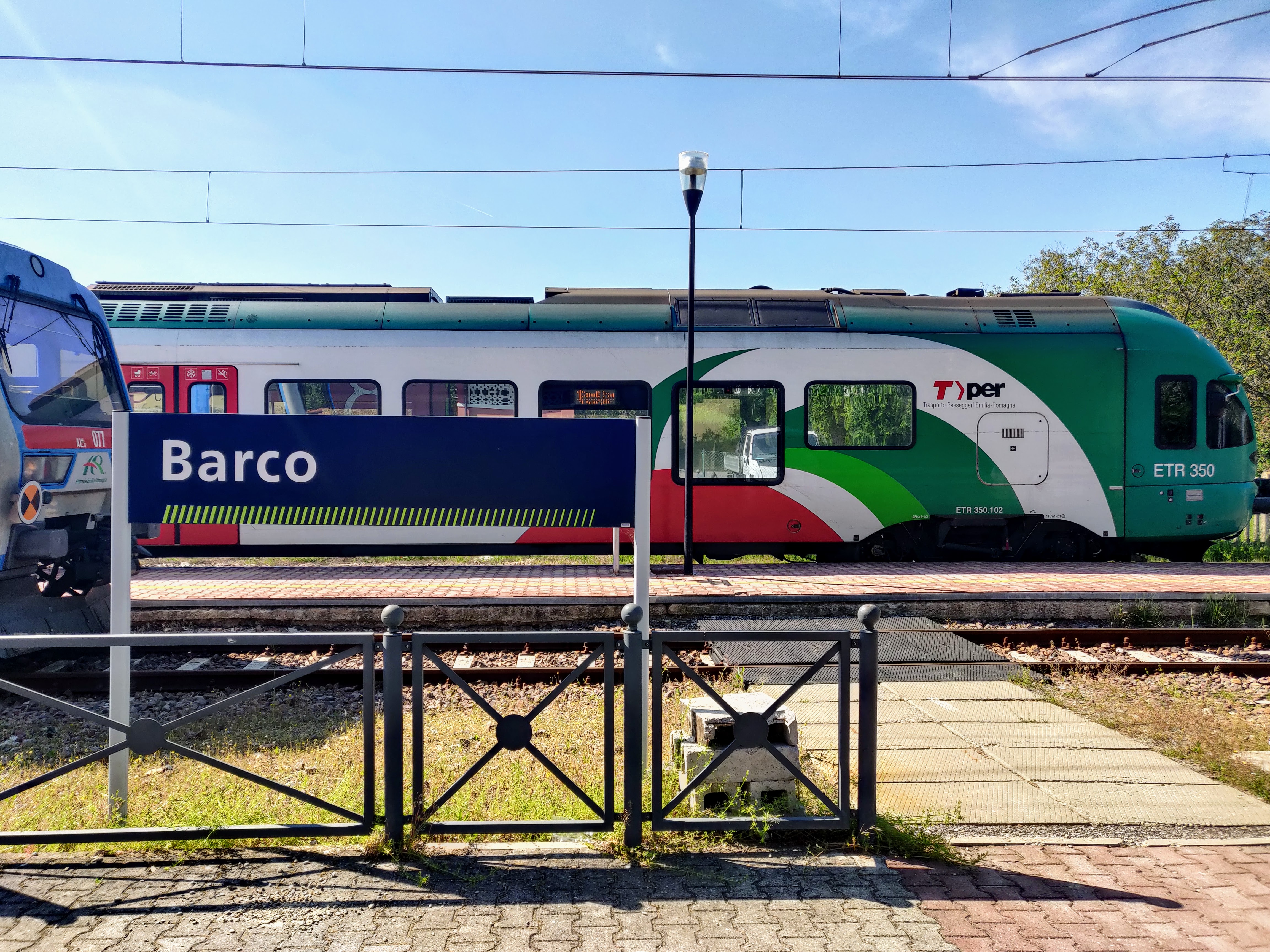
Un ETR 350 di Trenitalia Tper incrocia un convoglio diesel alla stazione di Barco

La ferrovia Reggio Emilia-Ciano d'Enza è una linea ferroviaria di proprietà regionale che collega la città di Reggio Emilia a Canossa e alla Val d'Enza.
Dal 2009 è gestita da Ferrovie Emilia Romagna (FER).

## Storia
| Tratta                                | Inaugurazione   |
| ------------------------------------- | --------------- |
| Reggio Santo Stefano-Barco-Montecchio | 15 agosto 1909  |
| Barco-San Polo                        | 16 luglio 1910  |
| San Polo-Ciano                        | 9 ottobre 1910  |
| Reggio Emilia FS-Reggio Santo Stefano | 15 gennaio 1911 |

### Dai primi progetti alla costruzione della linea
I primi progetti per un collegamento ferroviario tra Reggio Emilia e Castelnuovo ne' Monti furono elaborati già a metà degli anni 1870, mentre risale al 1878 il progetto per una tranvia a vapore da Reggio Emilia a Ciano d'Enza. furono realizzati nel 1878. Nel 1886, ne venne riproposta la costruzione sostenendo che la Val d'Enza ormai gravitava su Parma, da dove partivano diverse tranvie che la univano ai paesi confinanti col reggiano.
Nel 1900, l'amministrazione provinciale propose alla Società Anonima per le Ferrovie di Reggio Emilia (SAFRE), che già aveva costruito le linee Reggio-Guastalla e Reggio-Sassuolo, anche la realizzazione e l'esercizio della Reggio–Ciano, cercando di affidargliene la costruzione con la partecipazione delle cooperative ai lavori. La SAFRE era allora diretta da Giuseppe Menada, che delegò la realizzazione del progetto all'ingegner Alfredo Benassi, già progettista di altre linee ferroviarie locali. Il progetto prevedeva una ferrovia da Reggio Emilia a Ciano con una diramazione di 5 km verso Montecchio Emilia, importante comune al confine con la provincia di Parma che già risultava collegato via ferro a Parma grazie alla tranvia a vapore Parma-Pilastrello-Montecchio.
Al contempo, tuttavia, anche le cooperative di lavoro, di orientamento socialista, avevano intuito la potenziale importanza sociale ed economica della nuova linea ferroviaria ed erano interessate ad aggiudicarsene la concessione. A seguito di una battaglia politica durata due anni, le cooperative prevalsero sulla SAFRE: con una delibera del Consiglio Provinciale datata 25 marzo 1905, la costruzione e l'esercizio della linea vennero affidati al Consorzio delle Cooperative di Produzione e Lavoro (CCPL), costituitosi con l'unione di ventisette cooperative. La Reggio–Ciano fu così la prima linea ferroviaria del mondo ad essere costruita e gestita da una cooperativa.
Oltre al ricevimento tardivo della necessaria sovvenzione statale, anche i numerosi ricorsi giudiziari lanciati dalla SAFRE per disputare la titolarità della concessione assegnata al CCPL contribuirono a far tardare l'avvio dei lavori. Una volta ricevuto, nel 1907, il contributo statale, i lavori di costruzione iniziarono infine nel luglio 1907. Per la realizzazione della linea furono noleggiati una locomotiva a vapore a due assi e un treno di tramogge.
La linea fu armata con rotaie da 36 kg/m, fornite dallo Stabilimento di Savona nel 1907.
Nel 1908, quando i lavori di costruzione avevano raggiunto Ponte Modolena (l'attuale Pieve Modolena), giunsero a Reggio Emilia le prime due locomotive acquistate per l'esercizio, di produzione Maschinenfabrik Esslingen. Le locomotive furono ricoverate nella rimessa appena ultimata presso il capolinea provvisorio di Reggio Santo Stefano.
Il 15 agosto 1909 fu aperto il tratto Reggio–Barco–Montecchio. A Montecchio, la linea fu raccordata con la tranvia a vapore Parma-Pilastrello-Montecchio della Società Nazionale Ferrovie e Tramvie (SNFT), attraverso un raccordo ferroviario lungo 113 metri e protetto da un cancello, che sarebbe rimasto in funzione fino al 1934.
Il 16 luglio 1910 fu ultimato il tronco Barco–San Polo, con la trasformazione della stazione di Barco da semplice fermata a stazione di diramazione di due linee, e il 3 ottobre dello stesso anno venne completato il tratto finale San Polo–Ciano.
La Ferrovia Reggio-Ciano (FRC), emanazione diretta del CCPL, celebrò il completamento della linea il 9 ottobre 1910, con la corsa inaugurale di un treno a vapore riservato alle autorità e alle rappresentanze operaie. Il treno, trainato da due locomotive T3 di fabbricazione Esslingen, partì alle 9:30 da Reggio Santo Stefano e raggiunse la stazione di Montecchio; qui invertì la marcia, per tornare a Barco e proseguire fino alla stazione di Ciano d'Enza. Alla corsa parteciparono il Presidente del Consiglio dei Ministri Luigi Luzzatti, il presidente del CCPL Bolognesi e il dirigente cooperativo Vergnanini, nonché i sindaci delle località attraversate, autorità provinciali e rappresentanti della Cooperazione Internazionale.
Il 15 gennaio 1911 fu portato a termine anche il tronco tra la stazione di Reggio Santo Stefano e quella di Reggio Emilia delle Ferrovie dello Stato.

### La gestione nel XX secolo
Nel 1936 la FRC, che nel frattempo aveva inaugurato anche la ferrovia Reggio-Boretto, assunse il controllo di tutte le ferrovie locali della provincia di Reggio Emilia, in seguito al tracollo finanziario e alla conseguente cessazione della SAFRE, e mutò la propria denominazione in Consorzio Cooperativo Ferrovie Reggiane (CCFR).
La linea fu danneggiata nel corso della seconda guerra mondiale, ma la sua piena funzionalità fu ripristinata già nel 1945.
Nel 1949 il servizio passeggeri sulla diramazione per Montecchio venne autosostituito, perché ritenuto antieconomico. La diramazione continuò a ospitare uno sporadico traffico merci fino al 1955, quando fu definitivamente smantellata; l'armamento dismesso, ancora in ottime condizioni, venne acquistato dalla Società Subalpina Imprese Ferroviarie e impiegato sulla ferrovia Domodossola-Locarno.
Nel 1959, la locomotiva CCFR7 effettuò l'ultima corsa a vapore in servizio ordinario sulla linea: da quel momento, la linea fu esercita a trazione Diesel, dapprima con automotrici di fabbricazione Reggiane e in seguito con automotrici ALn 668.
Nel 1975 la gestione della linea passò dal CCFR all'Azienda Consorziale Trasporti (ACT).

### Il XXI secolo
Il 1 gennaio 2009 tutte le linee ferroviarie ACT sono state conferite al nuovo gestore unico regionale, Ferrovie Emilia Romagna (FER).
Sotto la nuova gestione, le stazioni di Bibbiano e San Polo sono state declassate a fermate.
Il servizio ferroviario è stato svolto con automotrici tipo 72422, usate anche in composizioni da tre elementi nelle fasce orarie caratterizzate dall'afflusso degli studenti; era inoltre presente un esiguo traffico merci stagionale, destinato a una cartiera di Ciano d'Enza.
Nel 2020 FER ha avviato i lavori di elettrificazione della linea, che si sono conclusi a gennaio 2022. La prima corsa prova di un treno elettrico si è svolta il 23 gennaio 2022, mentre il servizio commerciale dei primi treni elettrici è stato avviato il 1º aprile 2022 con convogli ETR 350. Dal 9 settembre 2024, in seguito all'attivazione della sottostazione elettrica di San Polo d'Enza, l'intero servizio sulla linea è effettuato con treni elettrici.

## Caratteristiche
| Unknown route-map component "v-CONTg" | Unknown route-map component "d" |

| Unknown route-map component "vCONTg-" + Unknown route-map component "v-STR" | Unknown route-map component "d" |

|  | Unknown route-map component "vSTR-ABZg+l" | Unknown route-map component "CONTfq" | Unknown route-map component "d" |

| Unknown route-map component "vBHF" | Unknown route-map component "d" |

| Unknown route-map component "vÜSTr" | Unknown route-map component "d" |

| Unknown route-map component "CONTgq" | Unknown route-map component "vSTRr-STR" | Unknown route-map component "d" |  |

| Unknown route-map component "v-SHI2gr" | Unknown route-map component "d" |

| Unknown route-map component "vSTR-eHST" | Unknown route-map component "d" |

| Unknown route-map component "dCONTgq" | Unknown route-map component "c" + One way rightward | Unknown route-map component "v-STR" | Unknown route-map component "cd" | Unknown route-map component "d" |

| Stop on track |

| Station on track |

| Stop on track |

| Small bridge over water |

| Small bridge over water |

| Unknown route-map component "eHST" |

| Unknown route-map component "HSTeBHF" |

| Stop on track |

| Stop on track |

| Station on track |

| Unknown route-map component "exCONTgq" | Unknown route-map component "eABZgr" |  |

| Stop on track |

| Unknown route-map component "HSTeBHF" |

| Small bridge over water |

| Stop on track |

| Small bridge over water |

| Stop on track |

| Unknown route-map component "HSTeBHF" |

| Unknown route-map component "HSTeBHF" |

| Small bridge over water |

| Stop on track |

| Small bridge over water |

| End station |

La ferrovia è a binario singolo, elettrificata a 3000 V =.
La pendenza massima è del 12,50 per mille.
All'atto della costruzione, le principali opere civili della linea erano il viadotto misto in pietra/travate in ferro sul rio Vico e sull'allora strada statale 513 di Val d'Enza (oggi strada provinciale), a Ciano d'Enza, e il ponte di ferro sul torrente Crostolo, a Reggio Emilia.
Con l'eccezione del fabbricato viaggiatori di Reggio Santo Stefano, che ospitava anche la Direzione d'esercizio e gli uffici, gli altri fabbricati di stazione furono progettati in due tipologie di grandezza.
Al momento della costruzione della linea, l'impianto di Reggio Santo Stefano ricevette anche il deposito locomotive principale, mentre a Montecchio Emilia, San Polo e Ciano furono allestite rimesse singole e piattaforme girevoli di diametro ridotto, atte alla giratura delle locomotive T3 Esslingen.

### Percorso
Partendo dai binari bassi dalla stazione di Reggio Emilia, la linea procede in affiancamento alla ferrovia Milano-Bologna, da cui si dirama dopo poche centinaia di metri in direzione ovest.
Interseca la strada statale 9 Via Emilia all'altezza della stazione di Reggio all'Angelo.
All'altezza di Barco la linea devia in direzione sud-ovest, mantenendosi sulla sponda destra dell'Enza fino a raggiungere il capolinea di Ciano d'Enza, in comune di Canossa, poche centinaia di metri dopo aver scavalcato l'ex strada statale 513 di Val d'Enza.

### Sicurezza
Entro la fine del 2018, è in programma il completamento dell'installazione del sistema di sicurezza SCMT, unitamente alla Ferrovia Parma-Suzzara, e nel primo semestre del 2019 alla linea Suzzara-Ferrara.

## Traffico

### Traffico passeggeri
La linea è servita dai treni regionali in servizio sulla tratta Reggio Emilia–Ciano d'Enza. I treni sono svolti da Trenitalia Tper nell'ambito del contratto di servizio stipulato con la regione Emilia-Romagna.
Nell'orario 2022, nel giorno feriale medio la linea è servita da 10 coppie di treni e 2 coppie di autobus integrativi lungo l'intero percorso da Reggio Emilia a Ciano, oltre a una coppia di treni limitati alla tratta Reggio Emilia-Reggio Santo Stefano.

### Traffico merci
La linea non è interessata da traffico merci regolare.
Nel 2020 la linea è stata impegnata da treni merci trisettimanali provenienti da Ferrara, via Sermide-Suzzara-Guastalla-Reggio Emilia, operati dall'impresa Dinazzano Po. I treni hanno trasportato la terra proveniente dai lavori di scavo e interramento del tratto ferrarese della ferrovia Ferrara-Rimini e destinata alla realizzazione di un sovrappasso ferroviario per l'eliminazione del passaggio a livello di via Franchetti, a Bibbiano, al km 16+015 della linea.